# Nautch

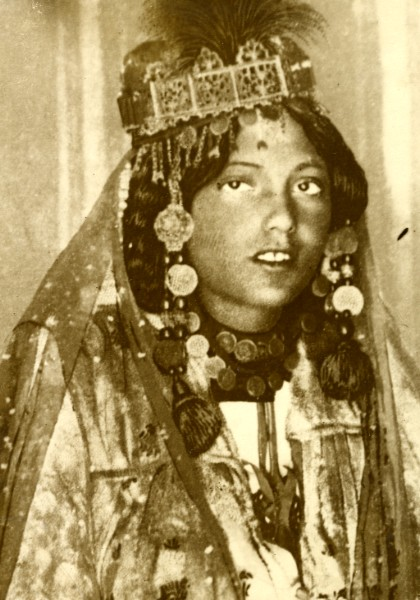
Nautch girl in Bombay, ca. 1920–30s

Nautch var en typ av dansartister verksamma i Indien under historisk tid.
Under mogulrikets tid utvecklades yrket som en sekulär parallell till Devadasi, de sakrala dansare som uppträdde i tempel av religiösa skäl, och som var vida beundrade för sin förmåga. De två typerna av artister har ofta förväxlats, men medan Devadasi var verksamma i templen, var Nautch-dansöser anställda för att uppträda som världslig underhållning vid fester och mottagningar. 
De uppträdde initialt endast vid furstliga hov, sedan vid adliga hov och sedan även vid andra hushåll och lokaler. De ingick ofta i underhållningen vid offentliga mottagningar för hovets gäster och ambassadörer, men också vid privata fester och även vid lägerfester under fälttåg. Nautchdansöser hade en viss status och försågs av sina beskyddare med egna livvakter. 
Under 1800-talet började yrkets status sjunka, och det förekom att yrket i vissa fall kombinerades med prostitution. 